# Carlo Ridolfi
Carlo Ridolfi (Lonigo, 1er avril 1594 - Venise, 5 septembre 1658) fut un peintre et un écrivain italien du XVIIe siècle.

## Biographie
Carlo Ridolfi naquit à Lonigo, dans le territoire de Vicence, le 1er avril 1594. Sa famille, originaire d'Allemagne, s'était fixée en 1500 à Vicence : après avoir étudié les belles-lettres dans cette ville, il alla cultiver les arts à Venise. Antonio Vassilacchi, dit l’Aliense, fut son maître. Ridolfi, par une certaine rectitude d’esprit qu’il tenait de la nature, sut également se préserver dans ses écrits et dans ses peintures du style maniéré en vogue à l’époque où il vivait. Le caractère qu’il montre dans ses Vies des peintres vénitiens, rédigées avec autant d’exactitude que de solidité, se manifeste également dans ses peintures. On loue spécialement sa Visitation, il a peinte dans l’église di Ognissanti à Venise. C’est un tableau où brille une manière d’harmoniser les couleurs entièrement neuve : toutes les figures y semblent de plein relief, et l’on voit que toutes les parties en ont été étudiées. Il existe encore dans différents établissements publics de Venise et de l’État plusieurs belles compositions dues à son pinceau. Mais le plus grand nombre de ses tableaux fut exécuté pour des collections particulières de nobles vénitiens. Ses Vies des peintres lui obtinrent de la république de Venise une chaine et une médaille d’or, et le pape Innocent X, pour lui témoigner sa satisfaction, le nomma chevalier de l’ordre de l'Éperon d'or. Si l’on compare la manière d’écrire de Ridolfi avec celle de Marco Boschini, on croirait qu’ils ont vécu à deux siècles de distance, quoiqu’ils soient presque contemporains. Ridolfi fut un bon écrivain, et il y a peu de biographes de peintres qui l’aient surpassé. Il n’est pas à l’abri de reproches sous le rapport de la langue ; mais on ne rencontre dans son livre ni ces erreurs de jugements, ni ces historiettes et ces divagations qui déparent tant d’autres biographies du même genre. Son style est concis, et il vise à renfermer beaucoup de choses en peu de mots : il multiplie quelquefois un peu trop les citations des poètes. Ses préceptes en peinture sont remplis de justesse : les reproches qu’il adresse à Vasari sont modérés ; ses descriptions de tableaux, claires et exactes, et d’un homme également versé dans l’histoire, la poésie et la mythologie. Son ouvrage est terminé par la vie de l’auteur. Il s’y plaint avec amertume de la jalousie des rivaux et de l’ignorance des grands. Carlo Ridolfi mourut à Venise le 5 septembre 1658.

## Écrits

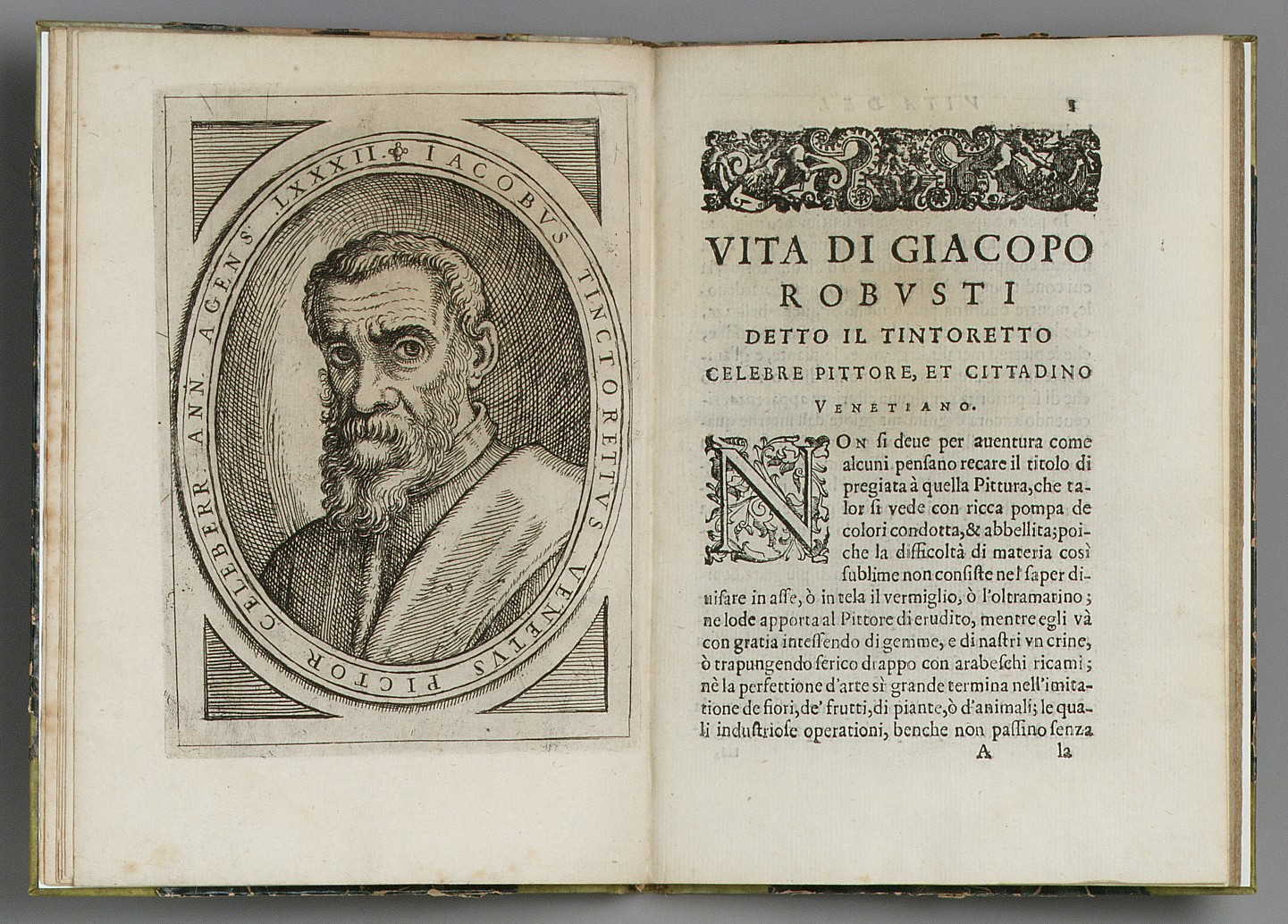
Carlo Ridolfi, Vita del Tintoretto

En 1642, Ridolfi publia à Venise in-4° une Vita di Jacopo Robusti (le Tintoret), et en 1646 une Vita di Paolo Caliari (Paul Véronèse), ibid., in-4°. Son grand ouvrage parut dans la même ville en 1648 sous ce titre : Le Maraviglie dell’arte, ovvero delle vite de’ pittori Veneti, e dello Stato, ove sono raccolte le opere insigni, i costumi, e ritratti loro, 2 vol. in-4°.

## Sources
- Marie-Nicolas Bouillet  et Alexis Chassang (dir.), « Carlo Ridolfi » dans Dictionnaire universel d’histoire et de géographie, 1878 (lire sur Wikisource)
- « Carlo Ridolfi », dans Louis-Gabriel Michaud, Biographie universelle ancienne et moderne : histoire par ordre alphabétique de la vie publique et privée de tous les hommes avec la collaboration de plus de 300 savants et littérateurs français ou étrangers, 2e édition, 1843-1865 [détail de l’édition]